# Ciencia espacial

La diversidad encontrada en los diferentes tipos y escalas de objetos astronómicos hacen que el campo de estudio sea cada vez más especializado.

La ciencia espacial, o ciencias espaciales, son campos de la ciencia que se centran en el estudio del espacio exterior.
Los siguientes campos están entre los más importantes de la ciencia espacial:
- Astronomía
  - Campos de la astronomía definidos por enfoque.
    - Astronomía observacional - Observatorios, tanto terrestres como espaciales.
      - Astrometría - Posición y movimiento de los cuerpos celestes.

    - Astronomía Teórica - Modelado matemático de objetos celestes y fenómenos espaciales.

  - Campos de la astronomía definidos por alcance.
    - Astrofísica - Estudio de la física del universo y los astros.
      - La física de plasma
      - Mecánica Orbital - O astrodinámica, de la nave espacial.
      - Astrobiología - Estudio de la existencia, origen, presencia e influencia de la vida en el conjunto del Universo.
        - Exobiología - Estudio de las posibilidades de vida extraterrestre en el Universo.

    - Astronomía Estelar - Estudio de las estrellas.
      - Astronomía solar - Estudio del Sol.

    - Ciencias Planetarias (que se considera un subcampo de la astronomía y de la Geofísica)
      - Astrogeología

    - Astronomía galáctica - Estudio de la Vía Láctea
    - Astronomía extragaláctica - Estudio de los objetos que no pertenecen a la Vía Láctea.
    - Cosmología - Estudio del Universo en su conjunto.
- Ingeniería Aeroespacial
  - Astronáutica
  - Cohete
  - Nave espacial de propulsión
  - Tecnología cohete lanzador
  - Viaje interplanetario
  - Viajes interestelares
  - Astrodinámica
- Exploración espacial
  - Misiones espaciales no tripuladas
  - Misiones espaciales tripuladas
- Colonización del Espacio

Además, la ciencia espacial también se refiere a otros campos, de la biología de organismos en ambientes espaciales a la geología de otros cuerpos celestes o planetas (Astrogeología), así como la física nuclear en el espacio interestelar y en el interior de las estrellas.

...